# Chloronana pallora
Chloronana pallora är en insektsart som beskrevs av Delong och Freytag 1964. Chloronana pallora ingår i släktet Chloronana och familjen dvärgstritar. Inga underarter finns listade i Catalogue of Life.